# Scolopendra chlora
Scolopendra chlora är en mångfotingart som beskrevs av Chamberlin 1942. Scolopendra chlora ingår i släktet Scolopendra och familjen Scolopendridae. Inga underarter finns listade i Catalogue of Life.